# 孫慧舟
慧舟（韓語：올리비아 혜，2001年11月13日—）本名為孙慧舟（：／ Son Hye Ju），韓國女歌手，现為女子团体本月少女的成员之一，也是本月少女固定子团体本月少女 yyxy的一员。2018年3月30日慧舟以单曲专辑《Olivia Hye》先行个人出道，是本月少女成员中第十二个，亦是最后一位被公开身份的成员。慧舟在2018年8月19日随本月少女以迷你专辑《[+ +]》团体出道。加入CTDE&M，現為Loossemble成員。

## 出道前
与其他韩国女子团体的成员不同，慧舟几乎没有在出道前经历一段作为练习生的生活，她在出道前一个月才进入公司Blockberry Creative，只经历了“一天”的练习生生活便准备出道。在出道后接受采访时，慧舟称自己在进入公司之前不知道本月少女这个计划的细节，在回忆起那时的状况时她表示：“我想不太起来了，那段时间实在是太疯狂了。”。

## 演艺生涯
慧舟的身份第一次向大众公开是在2018年3月17日，当日Blockberry Creative公开了她的预告照片，并表示慧舟是第十二位，也将是最后一位本月少女的成员。3月26日Blockberry Creative公开了慧舟个人单曲专辑《Olivia Hye》的曲目表，包含真率参与饶舌的主题曲〈Egoist〉和姬振、Go Won同时参与的收录曲〈Rosy〉。同时，Blockberry Creative还表示该专辑将于30日公开发行。30日，慧舟个人的单曲专辑正式公开，同时公开了主题曲〈Egoist〉的音乐录像带。
在慧舟身份被公开前的2018年3月9日，Blockberry Creative就曾预告称最后一位公开的本月少女成员将与Yves、Chuu和Go Won一起组成最后一个固定子团体。4月27日，慧舟被确认为最后一个固定子团体「本月少女 yyxy」的一员。5月30日，慧舟随yyxy通过迷你專輯《Beauty & the Beat》出道。8月19日，慧舟作为本月少女的一员在首尔漢南洞举行了出道舞台，并正式以本月少女的成员身份出道。
2023年9月15日以組合Loossemble團體同名專輯《Loossemble》再次出道。

## 音乐作品

### 单曲专辑
| 單曲 | 專輯資料                                                              | 曲目                                                   |
| ---- | --------------------------------------------------------------------- | ------------------------------------------------------ |
| 1st  | 《Olivia Hye》 - 發行日期：2018年3月30日 - 語言：韓語 - 銷量：14,971+ | 曲目 1. Egoist (Olivia Hye) 2. Rosy (고원, Olivia Hye) |